# Maksim Aljosjin
Maksim Nikolajevitj Aljosjin (ryska: Максим Николаевич Алёшин), född den 7 maj 1979 i Uljanovsk, Ryssland, är en rysk gymnast.
Han tog OS-brons i lagmångkampen i samband med de olympiska gymnastiktävlingarna 2000 i Sydney.